# Euphorbia peplis
Espèce
Statut de conservation UICN

 LC  : Préoccupation mineure
France 
Euphorbia peplis est une espèce de plantes à fleurs de la famille des Euphorbiacées. C'est une plante herbacée rampante.

## Description
C'est une petite plante annuelle prostrée, glabre, avec une teinte variant du vert grisâtre au pourpre en fin de saison. Elle possède de longues racines fines et pivotantes, à partir desquelles se développent des tiges rayonnantes couchées, rougeâtres, fines, ramifiées et couvertes de feuilles. Ses feuilles charnues, opposées, mesurent entre 0,5 et 1,5 cm de long. Elles sont attachées par un court pétiole de 0,2 à 0,3 cm et présentent des stipules discrètes à leur base. Les feuilles sont oblongues, à contours arrondis, et nettement asymétrique à la base avec une auricule d’un seul côté.
La floraison de cette plante se déroule entre juin et août. Les fleurs sont solitaires et placées à l'aisselle des feuilles, le long de la partie supérieure des tiges. Le fruit est une capsule globuleuse à trois faces, mesurant entre 0,4 et 0,5 cm de diamètre, lisse et glabre. Les graines sont gris perle, lisses.

## Répartition
Euphorbia peplis est principalement observée en France sur le littoral atlantique et méditerranéen, mais elle est également présente dans plusieurs pays européens et autour de la Méditerranée, ainsi qu’en Afrique du Nord et en Turquie.

## Habitats
C'est une espèce pionnière des hauts de plage et des dunes embryonnaires.

## Statuts de protection, menaces
Autrefois courante, Euphorbia peplis est désormais considérée comme rare en raison de la pression anthropique, notamment l'urbanisation du littoral et l'intensification des activités récréatives sur les plages, ce qui a entraîné la disparition de nombreuses populations. Elle est très sensible aux atteintes portées à son habitat : piétinement, nettoyage mécanique des plages, érosion des côtes.
Elle figure sur l'annexe II de la Liste des espèces végétales protégées sur l'ensemble du territoire français métropolitain: Espèces protégées. Ramassage ou récolte soumis à l'autorisation du ministre.
L'espèce n'est pas considérée comme menacée en France : elle est classée en préoccupation mineure (LC) par l'UICN.
Toutefois elle a disparu en Basse-Normandie; elle est en danger-critique (CR) en Aquitaine et en Poitou Charentes; elle est considérée vulnérable en Pays de la Loire et en danger en Provence-Alpes-Côte d'Azur et Bretagne.

## Systématique
Le nom correct complet (avec auteur) de ce taxon est Euphorbia peplis L..
Ce taxon porte en français les noms vernaculaires ou normalisés suivants : Euphorbe péplis,,,, euphorbe peplis.
Euphorbia peplis a pour synonymes :
- Anisophyllum peplis (L.) Haw.
- Chamaesyce maritima Gray
- Chamaesyce peplis (L.) Prokh.
- Euphorbia dichotoma Forssk.
- Euphorbia rubescens Link
- Tithymalus auriculatus Lam.
- Tithymalus peplis (L.) Scop.